# Делафилд (Висконсин)
Делафилд (енгл. Delafield) град је у америчкој савезној држави Висконсин.

## Демографија
По попису из 2010. године број становника је 7.085, што је 613 (9,5%) становника више него 2000. године.
| Група             | 2000.         | 2010.         |
| Белци             | 6.268 (96,8%) | 6.632 (93,6%) |
| Афроамериканци    | 6 (0,1%)      | 54 (0,8%)     |
| Азијати           | 37 (0,6%)     | 94 (1,3%)     |
| Хиспаноамериканци | 95 (1,5%)     | 226 (3,2%)    |
| Укупно            | 6.472         | 7.085         |